# Unterseeboot 907
L'Unterseeboot 907 ou U-907 est un sous-marin allemand (U-Boot) de type VIIC utilisé par la Kriegsmarine pendant la Seconde Guerre mondiale.
Le sous-marin fut commandé le 6 août 1942 à Hambourg (H. C. Stülcken Sohn), sa quille fut posée le 1er avril 1943, il fut lancé le 1er mars 1944 et mis en service le 18 mai 1944, sous le commandement de l'Oberleutnant zur See Servais Cabolet.
L'U-907 n'endommagea ou ne coula aucun navire au cours des deux patrouilles (92 jours en mer) qu'il effectua.
Il capitule à Bergen en mai 1945 et coule en décembre 1945.

## Conception
Unterseeboot type VII, l'U-907 avait un déplacement de 769 tonnes en surface et 871 tonnes en plongée. Il avait une longueur totale de 67,10 m, un maître-bau de 6,20 m, une hauteur de 9,60 m et un tirant d'eau de 4,74 m. Le sous-marin était propulsé par deux hélices de 1,23 m, deux moteurs diesel Germaniawerft M6V 40/46 de 6 cylindres en ligne de 1 400 cv à 470 tr/min, produisant un total de 2 060 à 2 350 kW en surface et de deux moteurs électriques Brown, Boveri & Cie GG UB 720/8 de 375 cv à 295 tr/min, produisant un total 550 kW, en plongée. Le sous-marin avait une vitesse en surface de 17,7 nœuds (32,8 km/h) et une vitesse de 7,6 nœuds (14,1 km/h) en plongée. Immergé, il avait un rayon d'action de 80 milles marins (150 km) à 4 nœuds (7,4 km/h; 4,6 milles par heure) et pouvait atteindre une profondeur de 230 m. En surface son rayon d'action était de 8 500 milles nautiques (soit 15 700 km) à 10 nœuds (19 km/h).
 L'U-907 était équipé de cinq tubes lance-torpilles de 53,3 cm (quatre montés à l'avant et un à l'arrière) et embarquait quatorze torpilles. Il était équipé d'un canon de 8,8 cm SK C/35 (220 coups) et d'un canon antiaérien de 20 mm Flak. Il pouvait transporter 26 mines TMA ou 39 mines TMB. Son équipage comprenait 4 officiers et 40 à 56 sous-mariniers.

## Historique
Il reçut sa formation de base au sein de la 31. Unterseebootsflottille jusqu'au 30 novembre 1944, puis il intégra sa formation de combat dans la 11. Unterseebootsflottille.
Du 18 décembre 1944 au 3 janvier 1945, l'U-907 effectue de courts trajets de cinq, de deux et de quatre jours entre Horten, Kristiansand et Bergen.
 Sa première patrouille commence le 4 janvier 1945 au départ de Bergen. D'une durée de 72 jours, le sous-marin patrouille en traversant la ligne GIUK et au nord-ouest de l'Irlande, sans rencontrer aucune cible. Le 15 mars 1945, l'U-907 atteint le port de Kristiansand.
Le 16 mars 1945, l'U-907 quitte Kristiansand pour Bergen.
Il part de Bergen le 29 avril 1945 pour sa deuxième patrouille au nord de l'Écosse. Il se rend aux Alliés une semaine plus tard à Bergen.
Le 2 juin 1945, il est transféré au point de rassemblement à Loch Ryan en vue de l'opération alliée de destruction massive de la flotte d'U-Boote de la Kriegsmarine.
L'U-907 coule le 7 décembre 1945 pendant son remorquage par le HMS Prosperous, à la position géographique 55° 17′ N, 5° 59′ O.

## Affectations
- 31. Unterseebootsflottille du 18 mai 1944 au 30 novembre 1944 (Période de formation).
- 11. Unterseebootsflottille du 1er décembre 1944 au 8 mai 1945 (Unité combattante).

## Commandement
- Oberleutnant zur See Servais Cabolet du 18 mai 1944 au 9 mai 1945.

## Patrouilles
|       | Commandant            | Départ           | Départ       | Arrivée          | Arrivée      | Jours    | Succès |
| ----- | --------------------- | ---------------- | ------------ | ---------------- | ------------ | -------- | ------ |
|       | Oblt. Servais Cabolet | 18 décembre 1944 | Kiel         | 22 décembre 1944 | Horten       | 5 jours  |        |
|       | Oblt. Servais Cabolet | 28 décembre 1944 | Horten       | 29 décembre 1944 | Kristiansand | 2 jours  |        |
|       | Oblt. Servais Cabolet | 31 décembre 1944 | Kristiansand | 3 janvier 1945   | Bergen       | 4 jours  |        |
| 1     | Oblt. Servais Cabolet | 4 janvier 1945   | Bergen       | 15 mars 1945     | Kristiansand | 71 jours |        |
|       | Oblt. Servais Cabolet | 16 mars 1945     | Kristiansand | 18 mars 1945     | Bergen       | 3 jours  |        |
| 2     | Oblt. Servais Cabolet | 29 avril 1945    | Bergen       | 5 mai 1945       | Bergen       | 7 jours  |        |
| Total | Total                 | Total            | Total        | Total            | Total        | 92 jours | 0 t    |

Note : Oblt. = Oberleutnant zur See